# Carl Ludolph von Danckelmann
Carl Ludolph Freiherr von Danckelmann (* 12. Oktober 1699 in Halle (Saale); † 13. Dezember 1764 in Berlin) stand in hessen-kasseler und preußischen Staatsdiensten. Zuletzt war er preußischer Staatsminister.

## Leben
Er stammte aus der in den Freiherrenstand erhobenen Adelsfamilie von Danckelmann und war Erb-, Lehn- und Gerichtsherr zu Lodersleben und Obhausen (Wiedenbachisches Mannlehngut). Sein Vater war Nikolaus Bartholomäus von Danckelmann (1650–1739), seine Mutter Sophie Magdalena (1660–1702), geborene von Brömse (auch: von Brömbsen).

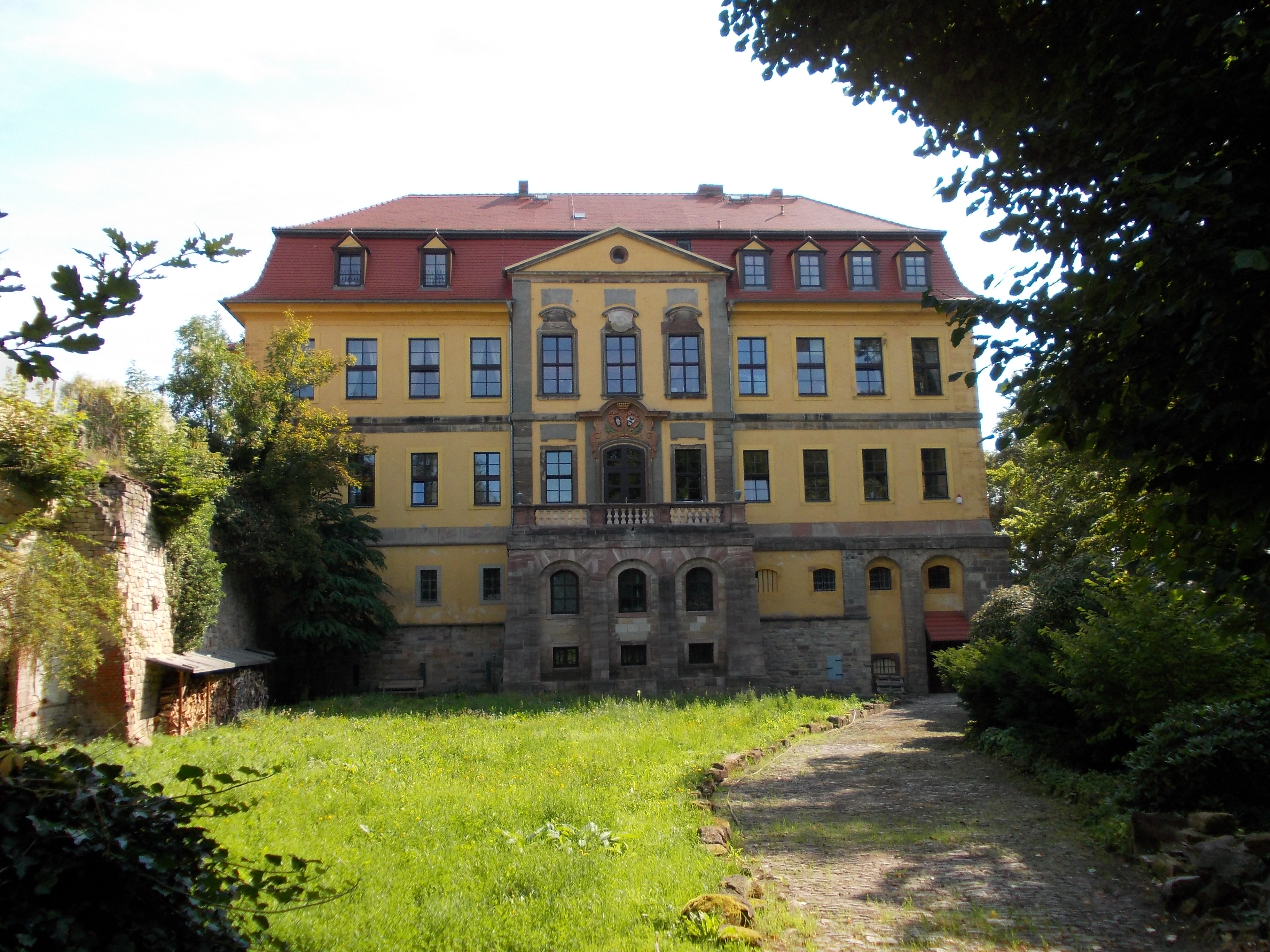
Barockschloss Lodersleben

Danckelmann war zunächst Kammerjunker bei König Georg I. von Großbritannien. Danach war er ab 1725 Oberhofgerichtsrat in Marburg. Im Jahr 1731 war er Geheimer Justizrat in Berlin und Gesandter beim Reichstag in Regensburg. Im Jahr 1740 wurde er Staatsminister der Landgrafschaft Hessen-Kassel und war Präsident aller Kollegien in der Grafschaft Hanau. Ab 1740 gab er bei dem Baumeister David Schatz den Bau des Schlosses Lodersleben in Auftrag.
Im Range eines wirklichen geheimen Staatsministers wechselte er 1748 erneut in preußische Dienste. Er war Präsident des geheimen Justizrates und Lehnsdirektor in Berlin. In späteren Jahren bis zu seinem Tod war er Leiter des geistlichen Departements, erster Präsident des Lutherischen Oberkonsistoriums Preußens. Außerdem unterstanden ihm alle Universitäten und Schulen und die königliche Bibliothek in Berlin. 1750 kaufte er das Palais Wartensleben neben dem Brandenburger Tor, in dem er bis zu seinem Tod wohnte.

## Familie
Er war zweimal verheiratet, zuerst mit Antoinette von Borcke (1704–1729), einer Tochter des späteren preußischen Generalfeldmarschalls Adrian Bernhard von Borcke, dann mit Lucie Sophie von Freyberg (1704–1764). Nach seinem Tod hinterließ er fünf Söhne. Der Älteste, Friedrich Carl Nikolaus Freiherr von Danckelmann (1732–1792), wurde Geheimer Legationsrat und Carl Aemilius Adolph Freiherr von Danckelmann (1735–1810) wurde Kriegs- und Domänenrat. Die drei jüngeren Söhne waren Adolph Graf von Danckelmann, Wilhelm Freiherr von Danckelmann und Ludwig Philipp Gottlob Freiherr von Danckelmann.